# Alexandrium tamarense
Alexandrium tamarense ist ein Dinoflagellat. Er ist toxisch und Auslöser der Paralytischen Muschelvergiftung (PSP), einer Krankheit, die beim Menschen auftritt.

## Merkmale
Die Theca von Alexandrium tamarense ist aus glatten und dünnen Platten aufgebaut. Im Lichtmikroskop sind sie schlecht zu erkennen. Es sind besondere Methoden der Färbung, Quetschtechniken für die Theka oder Rasterelektronenmikroskopie erforderlich. Die Epitheka ist breit konisch, die zugehörigen Schultern sind undeutlich. Die Hypotheka ist im Profil häufig nicht erkennbar. Sie ist leicht trapezoid und am hinteren Ende konkav. Eine ausgeprägte, auffällige Pore ist in der ersten Apikalplatte zu finden; wenn die Zellen aber noch ganz erhalten sind, ist sie jedoch nicht erkennbar. Antapikale Dornen oder apikale Hörner sind nicht vorhanden.

## Lebenszyklus
Der Lebenszyklus ist heteromorph. Es sind benthische Ruhestadien vorhanden. Sie sind glatt und elliptisch. Eine Schleimschicht umgibt sie.

## Vorkommen
Alexandrium tamarense kommt häufig in mediterranen Küstengebieten vor.

## Genutzte Literatur
- Robert Hofrichter (Hrsg.): Das Mittelmeer II/1. 2003, ISBN 3827410908.